# Arend van Egmond
Arend van Egmond ook wel Arnoud of Arend III van IJsselstein (ca. 1337 - 9 april 1409) was heer van Egmond, Heer van IJsselstein, van Zegwaard en militair.

## Levensloop
Hij was de oudste zoon van Jan I van Egmond en Guyote van IJsselstein. Van Egmond zat vanaf 1372 in de ministriaal van Albrecht van Beieren. Hij nam in 1396 deel aan de veldtochten tegen de West Friezen en kreeg in 1398 de heerlijkheden van Ameland en De Bilt toebedeeld. Van Egmond kreeg het bevel over de Hollandse troepen die Friesland moesten stabiliseren. Hij leefde in onmin met graaf Willem VI van Holland vanwege zijn Kabeljauwse gezindheid.
Arend heeft veel bijgedragen aan de stedelijk ontwikkeling van IJsselstein, zo gaf hij omstreeks 1390 
de opdracht de stad te ommuren. Ook heeft hij de Nieuwpoort laten bouwen en de "Singelgracht" laten uitbreiden en uitgraven met een militaire functie voor ogen, zoals zich kunnen verdedigen tegen bedelaars en rondtrekkende soldaten bendes. Bij deze stadsuitbreiding wilde hij rijke kooplieden en mensen die een ambacht uitoefende naar zijn stad lokken, want die konden het "poorter recht verkrijgen" uitgevaardigd op 25 juni 1391 op "Sint Lebuinsdach" een veiligheids waarborging voor nieuwe inwoners. Daarbij bouwde hij bij de Nieuwpoort een monnikenklooster "der Cistercienerorde", dit alles tussen 1390-1394
Van Egmond huwde met Yolanda van Leiningen, met wie hij minstens twee zonen kreeg:
- Jan II, Heer Van Egmond (ca. 1385-1451), opvolger.
- Willem van Egmond (ca. 1387-1451), huwde in 1442 Anna van Henin-Boussu, weduwe van Jacob van Borselen.